# Parafia św. Jana Marii Vianneya w Polichnie
Parafia św. Jana Marii Vianneya w Polichnie – parafia rzymskokatolicka w Polichnie, należąca do archidiecezji lubelskiej i dekanatu Kraśnik. Została erygowana 1 listopada 1929.

## Zasięg parafii
Do parafii należą wierni z następujących miejscowości: Polichna Pierwsza, Polichna Druga, Polichna Trzecia, Polichna Czwarta.

## Historia powstania i rozwoju
Zanim powstała parafia Polichna należała do parafii w Modliborzycach. W II połowie XVIII w. właściciel wsi zbudował drewnianą kaplicę, otoczoną parkanem, nieopodal zabudowań dworskich. W 1781 r. biskup krakowski wydał indult zezwalający na nabożeństwa. Niestety, żywot kaplicy był krótki, została ona szybko rozebrana (przed 1801). W 1905 r. Józef Żaba postawił kamienną kapliczkę, za co był więziony przez władze carskie. Znajdowała się ona między posesją Franciszka Kowala a obecnym kościołem. Umieszczono w niej obraz Matki Boskiej Częstochowskiej. Kapliczka odegrała istotną rolę przy tworzeniu podstaw materialnych parafii. Po odzyskaniu niepodległości przez Polskę do Polichny powróciło wielu dawnych emigrantów. W latach dwudziestych część z nich rozwinęła intensywną działalność propagandową, kolportując gazety i książki o tematyce schizmatyckiej. Podjęli oni również próbę zawładnięcia kapliczką. W obliczu takiej sytuacji ks. Zygmunt Pisarski (późniejszy męczennik, beatyfikowany w 1999), wikariusz modliborski, wystąpił z inicjatywą utworzenia filii w Polichnie. Została ona poparta przez wiernych.
29 listopada 1926 r. mieszkańcy Polichny wystosowali prośbę o wyrażenie zgody na odprawianie nabożeństw w kaplicy cztery razy w roku. Prośbę poparł ks. Michał Zawisza, dziekan janowski – „żądania są słuszne i dla Kościoła pożyteczne”. Biskup lubelski, ks. Marian Fulman, wydał zgodę (25 lutego 1927 r.) na codzienne msze święte. Kaplica miała podlegać opiece proboszcza modliborskiego. Zachęceni daleko idącym zezwoleniem hierarchy, wierni polichnieńscy wystąpili 20 maja 1927 r. z kolejną prośbą. Wnioskowali w niej o utworzenie samodzielnej parafii i przydzielenie księdza. Podjęte zostały wstępne działania: w kwietniu 1927 r. powołano komitet budowy kościoła, zadeklarowano darowiznę 1 morgi placu i 7 mórg gruntu ornego jako uposażenie parafii oraz opodatkowanie się w wysokości 2 zł z morgi. Starania trwające cały rok zostały w końcu uwieńczone sukcesem. Dekretem biskupim z 14 lutego 1928 r. ks. Jan Łazicki został mianowany wikariuszem modliborskim z zadaniem organizacji samodzielnego filialnego duszpasterstwa w Polichnie. Po jego przybyciu do wsi pojawiły się pierwsze problemy. Najistotniejszym z nich był spór o miejsce lokalizacji kościoła. Ks. Łazicki i część parafian chciała budować świątynię przy drodze na Janów, a pozostali wierni w centrum wsi. Ostatecznie po interwencji biskupa wybrano drugie rozwiązanie. 16 grudnia 1928 r. zebranie parafialne wyłoniło Radę Kościelną (Komitet Budowy Kościoła) w składzie: Franciszek Kolasa, Ignacy Kowal, Jan Pietura syn Marcina, Tomasz Szabat, Jan Gąska syn Jana, Józef Sobieszczański, Adam Radwan, Walenty Zwolak, Jan Pikula, Franciszek Pikula oraz Marcin Zaba. Projekt został przygotowany przez lubelskiego architekta Aleksandra Gruchalskiego, w stylu modernizmu o cechach narodowych. Dzięki zaangażowaniu parafian rozpoczęto 15 maja 1929 budowę kościoła, ukończoną 20 grudnia 1931 r. Jako patrona świątyni wybrano francuskiego kapelana św. Jana Vianneya. Po wyrażeniu przez ministerstwo zgody na nowy etat proboszczowski, nastąpiła kanoniczna erekcja parafii, która miała miejsce 1 listopada 1929 r. Po ukończeniu budowy kościoła rozpoczęto gromadzenie jego wyposażenia, zbudowano budynki gospodarcze i uregulowano od strony prawnej kwestię uposażenia parafii. W ten sposób stworzone zostały organizacyjne i ekonomiczne podstawy parafii, która mogła dalej swobodnie się rozwijać. Pewne zawirowania wystąpiły po II wojnie światowej, kiedy to miał miejsce dłuższy wakat w obsadzie urzędu proboszcza, a kolejny duszpasterz szybko opuścił parafię. Dopiero przybycie ks. Stanisława Jastrzębskiego przyniosło oczekiwaną stabilizację. Parafia wiele mu zawdzięcza. Przywiózł on z Lubomla na Wołyniu m.in. cudowny obraz Matki Bożej Matki Kościoła i Królowej Wszechświata. W 1957 r. obchody jubileuszu 50-lecia kapłaństwa ks. Jastrzębskiego zgromadziły dużą grupę kapłanów i kleryków na czele z biskupem Piotrem Kałwą.
Dzięki ofiarności parafian każdorazowe potrzeby w wyposażeniu kościoła były szybko zaspokajane, np. te wynikające z reformy liturgicznej w latach siedemdziesiątych. Duszpasterze mogli też liczyć na wsparcie przy wielu remontach kościoła, plebanii czy budowie domu parafialnego. Pewne konflikty miały miejsce na przełomie lat osiemdziesiątych i dziewięćdziesiątych przy zmianach duszpasterzy, ale zostały rozwiązane.
W 2000 r. 18 czerwca dopełniono obrzędu konsekracji świątyni polichnieńskiej. Dokonał tego biskup pomocniczy lubelski Mieczysław Cisło. Przy tworzeniu podstaw ekonomicznych parafii wierni deklarowali uposażenie parafii 8, a później 11 morgami gruntu. Formalności zostały dopełnione w 1934 r. Ostatecznie parafia otrzymała 6,21 ha (grunty orne, place pod plebanią i kościołem, cmentarz). W 1973 r. parafia zakupiła od Stanisława Steca część działki przylegającej do kościoła za fundusze uzyskane ze sprzedaży części pola parafialnego. W latach osiemdziesiątych grunty parafialne liczyły 5 ha (w tym 3,57 ha gruntów ornych). W okresie starań o utworzenie parafii projektowano następujący jej zasięg: Polichna, Majdan-Obleszcze, Wojciechów-Kolonia, Huta Józefów, Zarajec, Brzozówka, Szastarka. Jednak wierni z tych miejscowości nie wyrazili zgody na przyłączenie i dlatego w chwili erekcji parafia obejmowała jedynie Polichnę (z Lutymi Dołami). W następnych latach teren jej nieznacznie się powiększył. W 1930 r. przyłączono Szastarkę-Stację (wchodziła w skład parafii do 1985 r.). W 1931 r. Majdan-Obleszcze, jedynie na rok, potem wieś weszła ostatecznie w skład parafii Wierzchowiska oraz w 1934 r. Koloni Poprzeczki, która od początku uważała się za część składową parafii, lecz brakowało jedynie formalnego potwierdzenia tego stanu.
Polichna od chwili powstania należała niezmiennie do diecezji lubelskiej. Zmianom ulegała tylko jej przynależność dekanalna. Do 1961 r. wchodziła w skład dekanatu janowskiego, następnie do 1986 r. do dekanatu zaklikowskiego, później do dekanatu zakrzowskiego, a od 1998 r. do dekanatu kraśnickiego.
Parafia wydała trzy powołania kapłańskie: Feliks Gąska (wyświęcony w 1939 r.), Jan Flis (wyświęcony, w 1969 r.), Czesław Gałek (wyświęcony w 1973 r.).
W parafii pracowali jako kościelni: Jan Wieczerzak, Stanisław Szabat, Józef Orzeł, Jan Kasica, Władysław Gawlik, Józef Pietura, Stanisław Gajór oraz organiści: Franciszek Mańkowski, Roman Wawruch, Władysław Kapusta, Jan Kowal, Krzysztof Nowakowski.

## Proboszczowie
W okresie całego istnienia parafii posługę duszpasterską pełniło 14 księży diecezjalnych. Większość z nich sprawowało urząd proboszcza (administratora).
| Tabela proboszczów (administratorów) parafii w Polichnie | Tabela proboszczów (administratorów) parafii w Polichnie | Tabela proboszczów (administratorów) parafii w Polichnie | Tabela proboszczów (administratorów) parafii w Polichnie |
| L.P.                                                     | Proboszcz                                                | Lata                                                     | Opis i krótka biografia |
| -------------------------------------------------------- | -------------------------------------------------------- | -------------------------------------------------------- | --- |
| 1                                                        | Jan Łazicki                                              | 1929–1934                                                | Ksiądz był twórcą podstaw organizacyjnych i ekonomicznych parafii. Za jego sprawą zostały wybudowane kościół i plebania. Urodził się w 1894 r. w Chorzelach. Święceń dostąpił w 1924 r. Po okresie wikariatu trafił do Polichny, która była jego pierwszą samodzielną parafią, i której też został proboszczem. Następnie administrował parafiami w Urzędowie i Dysie, gdzie zmarł w 1973 r. W 1966 r. został mianowany kanonikiem honorowym Kapituły Kolegiaty Zamojskiej. |
| 2                                                        | Franciszek Dziurzyński                                   | 1934–1939                                                | Urodził się w 1884 r. Został wyświęcony w 1924 r. Po opuszczeniu Polichny był długoletnim duszpasterzem w parafii Babin, gdzie zmarł w 1969 r. W 1964 r. został kanonikiem honorowym Kapituły Kolegiaty Zamojskiej. |
| 3                                                        | Jan Mitura                                               | 1939–1944                                                | Urodził się w 1904 r. Święceń kapłańskich dostąpił w 1944 roku. Po wojnie administrował parafiami w Łańcuchowie i Klementowicach. Zmarł w 1971 r. |
| 4                                                        | Stanisław Melan                                          | 1944–1946                                                | Urodził się w 1896 roku, a święceń kapłańskich dostąpił w 1923 r. Po opuszczeniu Polichny administrował między innymi w parafii Krynice oraz był kapelanem sióstr Franciszkanek Misjonarek Maryi w Zamościu. Zmarł w 1965 roku. |
| 5                                                        | Tadeusz Witkoś                                           | 1946–1947                                                | Urodził się w 1906 r. w Wojaszówce, w powiecie krośnieńskim. Wyświęcony został w diecezji przemyskiej w 1932 r. Uczestniczył w AK-owskiej konspiracji. Po opuszczeniu Polichny pracował w diecezji wrocławskiej w kurii i sądzie biskupim. Był represjonowany przez władze komunistyczne. Zmarł w 1987 roku. |
| 6                                                        | Florian Niewiero                                         | 1947–1948                                                | Urodził się w 1886 r. Po ukończeniu seminarium został wyświęcony w 1920 r. Był duszpasterzem w diecezji wileńskiej. Po wojnie trafił do diecezji lubelskiej i krótko był proboszczem w parafii w Polichnie. Po wizytacji biskupiej w 1948 roku opuścił parafię bez powiadomienia kurii diecezjalnej. |
| 7                                                        | Stefan Jastrzębski                                       | 1948–1961                                                | Należy do najbardziej zasłużonych proboszczów parafii w Polichnie. Urodził się w 1881 r. w Tetyjowie na Kijowszczyźnie. Święceń kapłańskich dostąpił w 1907 r. w Żytomierzu. Był duszpasterzem parafiach: Nowy Zawód, Horodnica, Brahiłów, Luboml, a po przybyciu do diecezji lubelskiej w parafii w Chełmie, parafii w Pogórzu i Parafii św. Rocha w Czułczycach. Od 1920 r. był dziekanem kowelsko-lubomelskim. W 1927 r. został konsultorem diecezjalnym. Udzielał się społecznie jako prezes okręgowy PCK i prezes LOP. W 1937 r. został mianowany prałatem Kapituły Kolegiaty Ołyckiej. Zmarł w kwietniu 1961 r. |
| 8                                                        | Włodzimierz Gołkiewicz                                   | 1961–1970                                                | Urodził się w 1917 r. na Wołyniu. Został wyświęcony w 1945 r. w Lublinie. Duszpasterzował w parafiach: Tomaszowie Lubelskim, Lublinie, Kazimierzu Dolnym i Świeciechowie, skąd przeniósł się do Polichny. Początkowo pracował jako wikariusz, potem został proboszczem (po śmierci poprzedniego proboszcza). Po odejściu z Polichny pracował m.in. w parafiach w Mełgwi i Bystrzycy. Zmarł w 1982 r. |
| 9                                                        | Tadeusz Mioduszewski                                     | 1970–1978                                                | Objął parafię w Polichnie 29 listopada 1970 r. Urodził się w 1923 r., a święcenia kapłańskie przyjął w 1950 r. Przed przybyciem do Polichny był proboszczem w Zaklikowie, a po jej opuszczeniu w Brzeźnicy Książęcej. Obecnie jest na emeryturze. |
| 10                                                       | Jan Nieróbca                                             | 1978–1988                                                | Urodził się w Braciejowicach w 1915 r. Został wyświęcony w 1941 r. Otrzymał nominacje na proboszcza Polichny 23 października 1978 r. Wcześniej był proboszczem w parafiach: Szpikołosy, Kamionka, Brzeźnica Książca. W 1982 r. powierzono mu dodatkowo duszpasterstwo przy kaplicy w Wojciechowie. W 1985 r. został mianowany kanonikiem honorowym Kapituły Katedralnej w Zamościu, W 1987 r. przydzielono mu do pomocy administratora, W grudniu 1988 r. został przeniesiony na emeryturę rezydował w Polichnie do lutego 1991 r. Potem mieszkał w domu księży emerytów w Lublinie. Zmarł w 2003 r.                  |
| 11                                                       | Wacław Romanek                                           | 1987–1989                                                | Administratorem parafii w Polichnie, po przybyciu z Wierzchowisk został na mocy dekretu z 25 kwietnia 1987 r. i był nim do stycznia 1989 r. Następnie został proboszczem w Świeciechowie. Urodził się w 1933 r., święcenia kapłańskie przyjął w 1959 r. Zmarł w 2004 r. |
| 12                                                       | Józef Dobrowolski                                        | 1989–2009                                                | Urodził się 11 marca 1939 r. w Bełżycach, Po ukończeniu seminarium został wyświęcony w 1963 r. Był wikariuszem m.in. w Werbkowicach i Urzędowie oraz proboszczem w Świeciechowie. 17 stycznia 1989 r. został administratorem Polichny, a miesiąc później proboszczem. W 1994 r. mianowano go kanonikiem honorowym Kapituły Kolegiackiej w Chełmie. Był ojcem duchownym w dekanacie kraśnickim. W 1998 r. przy asystencji abp. J. Życińskiego i wielu księży obchodził jubileusz 35-lecia kapłaństwa wraz ze swoimi kolegami. Przeszedł na emeryturę w czerwcu 2009 r. Rezyduje w Polichnie. Zmarł w 2015 r.           |
| 13                                                       | Krzysztof Piskorski                                      | 2009–2020                                                | Został wyświęcony w 1994 r. Był wikariuszem m.in. w Mełgwi i w Poniatowej. Od lipca 2009 do lipca 2020 był proboszczem w Polichnie. Następnie został proboszczem w Żabiej Woli |
| 14                                                       | Henryk Jargiło                                           | od 2020                                                  | Został wyświęcony w 1992 r. Był wikariuszem m.in. w Opolu Lubelskim, Chełmie, Puławach, Kraśniku i w Lublinie. Od lipca 2008 do lipca 2020 był proboszczem w Rzeczycy Księżej. 1 lipca 2020 został mianowany proboszczem parafii w Polichnie. |

## Cmentarz w Polichnie
Cmentarz grzebalny powstał wraz z uruchomieniem duszpasterstwa filialnego w Polichnie. Na początku 1928 r. zakupiono w tym celu 0,5 ha od J. Mazura. Po pozytywnej opinii Komisji Sanitarnej cmentarz poświęcił 28 sierpnia 1928 r. dziekan janowski ks. M. Zawisza. Jednak zachowane nagrobki świadczą o wcześniejszych pochówkach na terenie powstałego cmentarza, które mogły mieć miejsce już od końca marca 1928 r.
Z racji zmniejszenia się wolnej powierzchni, dwukrotnie (w 1966 i 1992 r.) powiększano cmentarz. W 1993 r. doprowadzono wodę, przeprowadzono wycinkę drzew oraz ogrodzono nową część cmentarza. W latach 1996–1997 wybudowano kaplicę cmentarną fundacji Feliksy i Władysława Kowalów.
Obecnie cmentarz zajmuje powierzchnię około 1,5 ha, z czego połowa jest pusta. Rozmieszczenie cmentarza ma kształt prostokąta. Położony jest na polach przy drodze Janów Lubelski-Kraśnik. Na cmentarzu znajduje się około 1100 mogił. Większość z nich stanowią nagrobki lastrykowe, a w niewielkiej tylko części granitowe. Pozostałe groby są zwieńczone krzyżami (drewnianymi, kamiennymi, metalowymi, cementowymi) – ok, 38%. Spośród cmentarnych mogił wyróżniają się:
- Pomnik żołnierzy Września 1939 r. (z 1971 r.);
- Pomnik mieszkańców Polichny rozstrzelanych w Słodkowie 29 września 1939 r. (z 1959 r.);
- nagrobki księdza S. Jastrzębskiego (zm. 1960 r.) i ks. F. Gąski (zm. 1973 r.) oraz S. Zaczyńskiego (zm. 1960 r.) – nauczyciela miejscowej szkoły.

Jest również mogiła żołnierzy z I wojny światowej i dwa krzyże drewniane: z 1928 r. i z 1992 r.
W latach osiemdziesiątych na cmentarzu zbudowano trzy kapliczki:
1. Z okazji 600-lecie obrazu MB Częstochowskiej, fundacji Natalii Babicz.
2. Ku czci św. M. Kolbe, fundacji Feliksy i Władysława Kowalów.
3. Ku czci Matki Pańskiej, fundacji Heleny i Wacława Bożków.

## Plebania i budynki parafialne
W 1927 r. zakupiono na Szastarce-Stacji dom, który stanowił prowizoryczne mieszkanie ks. Łazickiego. Plebanię budowano równocześnie z kościołem. Została ona ukończona w czerwcu 1933 r. Była to budowla murowana, kryta blachą, mieszcząca 5 pokoi i kancelarię oraz 2 pokoje na górze (urządzone w latach 1949–1951). Plebania była wielokrotnie remontowana: w latach 1961-62 (m.in. malowanie dachu); 1972-73 (m.in. podłączenie wody, kanalizacja, centralne ogrzewanie); 1979-81 (tynkowanie, malowanie, odwodnienie itp,) oraz w latach dziewięćdziesiątych - ogrzewanie elektryczne (1990 r.) i odwodnienie (1999 r.). W 1976 r. obsadzono ją drzewami. Generalny remont plebanii przeprowadzono w 2009 r.
Budynki gospodarcze – murowana obora i drewniana stodoła – zostały ukończone w połowie 1933 r. W 1975 r. przeprowadzono remont obory.
W 1973 r, zakupiono posesję S. Steca, na której znajdował się dom (później przebudowany), 2 obory, stodoła (później rozebrana). Na początku lat osiemdziesiątych ogrodzono nowy plac. W 1933 r. dotychczasowy domek proboszcza został zamieniony na organistówkę.
W latach sześćdziesiątych mieściła się w nim salka katechetyczna. W 1973 r. organistówkę rozebrano, a jej funkcję przejął dom z posesji Steca. W latach 1984–1988 na jego miejscu powstał dom parafialny.

## Obraz Matki Bożej Królowej Wszechświata i Matki Kościoła
W kościele w bocznym ołtarzu znajduje się obraz Matki Bożej Królowej Wszechświata i Matki Kościoła, pochodzący z połowy XVII w. Trafił on do Polichny w 1948 r. przywieziony tutaj przez ks. Jastrzębskiego z Lubomla na Wołyniu. Przed nim wierni modlili się o łaski, zostawiając liczne wota. Obraz ozdobiono też srebrną sukienką.
W latach 90. obraz został poddany gruntownej renowacji wykonanej w pracowni Muzeum Archidiecezjalnego w Lublinie. Naprawiono deskę usunięto późniejsze warstwy farby oraz zdjęto srebrną sukienkę.
Odnowiony obraz intronizowano 11 grudnia 1994 r. Uroczystość zgromadziła ks. abpa Bolesława Pylaka, wojewodę tarnobrzeskiego, konserwatora zabytków i miejscowego dziekana. W tym czasie wykonano jego kopię z przeznaczeniem dla kościoła w Lubomlu, który powrócił w ręce katolików.
Obraz eksponuje królewską godność Maryi jako Matki Kościoła i Królowej Wszechświata.
Szeroki błękitny płaszcz jest wyrazem opieki MB nad człowiekiem. Przed obrazem w każdą pierwszą sobotę 
miesiąca odprawiane jest nabożeństwo dziękczynno-błagalne. Do parafii trafiają już opisy łask uzyskanych za pośrednictwem Maryi.

## Relikwie św. Jana Vianneya
W 2006 r. ks. Dobrowolski wystarał się o relikwie św. Jana Vianneya, pochodzące z ciała świętego. W sierpniu 2006 r. proboszcz sprawował w otoczeniu parafian polichnieńskich mszę św. przed sarkofagiem patrona parafii w Ars. Za kilka miesięcy relikwie trafiły do Polichny, umieszczone w specjalnym relikwiarzu. Uroczystość ich wprowadzenia odbyła się 8 grudnia wraz z inauguracją nowego odpustu Matki Boskiej Loretańskiej.